# Ban Namavong Noy
Ban Navamong Noy – wieś położona w południowo-wschodnim Laosie, w prowincji Attapu, w dystrykcie Phouvong.